# Ekaterina Kostina
Ekaterina Arkad'evna Kostina é uma matemática bielorrussa-alemã, especializada em métodos numéricos para programação não linear, otimização robusta e teoria de controle ótimo, e nas aplicações desses métodos às ciências. É professora de matemática numérica na faculdade de matemática e ciência da computação e instituto de matemática aplicada na Universidade de Heidelberg.

## Formação
Kostina foi estudante do ensino médio em Minsk, e estudou de 1981 a 1986 na Universidade Estadual da Bielorrússia em Minsk, obtendo um mestrado em matemática em 1986 com a dissertação Solution algorithms and software for simple minmax problems. Completou um doutorado em 1990 no Instituto de Matemática da Academia Nacional de Ciências da Bielorrússia, com a tese Algorithms for Solving Nonsmooth Minmax Problems, orientada por Faina Kirillova.

## Carreira
Depois de concluir o doutorado continuou como pesquisadora do Instituto de Matemática até 1997, quando chegou pela primeira vez à Universidade de Heidelberg como cientista pesquisadora. Depois de visitar a Universidade de Siegen em 2005, foi professora de matemática na Universidade de Marburgo em 2007, ocupando a cadeira de otimização numérica, onde foi a primeira professora de matemática. Em 2010 acrescentou uma afiliação com o Center for Synthetic Microbiology (Synmicro), um projeto conjunto da Universidade de Marburg e da Sociedade Max Planck. Assumiu sua posição atual como professora na Universidade de Heidelberg em 2015.
Atua desde 2007 no conselho científico da Ingrid zu Solms Foundation for the Promotion of Female Elites in Sciences and the Arts, que apoia mulheres em início de carreira nas ciências e artes. Em 2011 foi uma das fundadoras do National Committee for Mathematical Modeling, Simulation and Optimization (KoMSO).